# Louis Zukofsky
Nueva York, 23 de enero de 1904 – Port Jefferson, 12 de mayo de 1978. Poeta norteamericano, con una importante influencia en la literatura de vanguardia posterior a 1970. Inspirador en los años 30 del objetivismo y cercano a los círculos literarios de Ezra Pound. Continuó su obra discretamente después de la 2ª Guerra Mundial y obtuvo un pleno reconocimiento a partir del interés que despertó en los poetas posmodernistas. Padre del violinista y director de orquesta Paul Zukofsky.

## Biografía
Los padres de Louis Zukofsky, judíos de origen lituano, habían emigrado a Estados Unidos en el cambio de siglo. Durante su niñez y adolescencia vivió en el Lower East Side de Nueva York, un barrio multilingüe de emigrantes pobres. Su padre, Pinchos Zukofsky, que apenas hablaba inglés, era un hombre muy religioso que trabajaba como operario de planchado y vigilante nocturno. Louis fue el único miembro de su familia que estudió una carrera universitaria, graduándose en inglés y literatura en la Universidad de Columbia.Leyó vorazmente desde una edad muy temprana los clásicos de la literatura inglesa y particularmente la obra de Shakespeare, de la que llegó a tener un conocimiento profundo y minucioso. Entró en contacto también con la literatura escrita en yidis, su lengua familiar. 
Sus primeras obras literarias coinciden con sus años universitarios. El envío de su primer poema largo (Poem beginning ‘The’, 1926) a la revista The Exile le permitió conocer a Ezra Pound, cuya obra seguía ya con interés.  A través de él pasó a formar parte de los círculos literarios del primer modernismo norteamericano, entablando una relación particularmente estrecha con William Carlos Williams. En 1932 prologó así la Antología objetivista (An ‘Objectivist’ Anthology), que reunió a escritores consagrados con otros nuevos con una interesante trayectoria posterior. 
En 1939 se casó con Celia Thaew, una joven música con amplia formación humanística, con quien escribiría algunas obras en colaboración. Tuvo con ella un único hijo, Paul Zukofsky (1943-2017), dotado de un precoz talento musical y que con el tiempo se convertiría en un muy prestigioso violinista y director de orquesta. 
Entre 1934 y 1942 trabajó para una agencia estatal (Work Progress Administration) investigando las artesanías manuales en Estados Unidos. Influido por el pensamiento político marxista y abiertamente simpatizante en esos años con la Unión Soviética, se acercó a los círculos intelectuales del Partido Comunista y colaboró con algunas de sus organizaciones.  
Por razones médicas no fue llamado a filas durante la guerra. De 1947 a 1965 dio clases de Inglés y Literatura en el Instituto Politécnico de Brooklyn. Su obra literaria seguía durante esa época su curso, pero su difusión fue muy escasa y encontró dificultades importantes para publicarla. 
A partir de los años 60, coincidiendo con una nueva difusión de la poesía de vanguardia, fue despertando un interés cada vez mayor, hasta convertirse en un autor muy admirado y seguido, con un significativo magisterio sobre los poetas de la denominada Language Poetry. Algunos de los poetas más importantes de la poesía posmodernista norteamericana (Robert Duncan, Cid Corman, Robert Kelly, Allen Ginsberg, Robert Creely) han reconocido explícitamente su admiración y su deuda con la obra de Zukofsky. Del mismo modo su influencia se extiende a otros poetas de generaciones posteriores (Charles Bernstein, Michele J. Leggott, Harryette Mullen...). Para muchos constituye actualmente un “poeta de poetas”. 
Falleció en 1978 en Port Jefferson, una pequeña localidad costera del estado de Nueva York donde había residido sus últimos años.

## Poética. Obra
La poesía de Louis Zukofsky tiene un inconfundible sello modernista: sigue estrictamente el principio de “condensación”, procurando que todas las palabras del poema estén cargadas al máximo de significación, y parte de una reflexión sobre la aproximación entre el lenguaje poético y el lenguaje oral común. Con la formulación de la poética objetivista defendió una aceptación de la realidad que los sentidos perciben como objeto del poema. Fiel siempre a esos principios, en uno de sus ensayos señaló como límite inferior de la poesía el lenguaje común y como límite superior la música. 
La técnica personal que desarrolló en sus últimas obras incluye una versificación basada en el cómputo de palabras, frente a la tradición de cómputo de acentos habitual en inglés. También, un uso no convencional de la puntuación, hasta llegar (80 Flowers) a su supresión completa. Desde sus orígenes, sus versos se caracterizan por su densidad intertextual: citas de otros escritores, significados antiguos de las palabras, homofonías con términos de otras lenguas. En Catulus, escrito en colaboración con Celia Zukofsky, tradujo toda la poesía de Catulo recurriendo con frecuencia a frases en inglés con un sonido similar al de las frases latinas, aunque su significado no fuera el mismo, provocando así un considerable debate. En Bottom: on Shakespeare, en relación con palabras y frases de las obras de este autor, recoge un amplio conjunto de citas de filósofos, científicos y escritores, hasta formar un sugerente collage con nuevas perspectivas para aproximarse a su teatro y su poesía.
Su obra más importante es el poema “A”, definido como la “obra de una vida”, que comenzó a escribir en 1928 y finalizó en 1974. Consta de 24 partes que fue publicando mediante entregas parciales desordenadas, sin que hubiera una edición completa hasta 1978. Su parte final es una partitura de su esposa sobre diversos versos de su obra. Su complejo contenido incluye reelaboraciones poéticas de textos filósoficos, canciones renacentistas e incluso una traducción de una comedia de Plauto. 
Una parte sustancial de la obra de Louis Zukofsky de los años 30 y 40 solo llegó a editarse años después. Entre ella figuran diversos relatos, algunos de ellos con cierta base autobiográfica (Little, Ferdinand), ensayos literarios e incluso una obra de teatro (Arise, arise).